# Anhingidae
Anhinga
Famille
Genre
Les Anhingidae sont une famille d'oiseaux appelés anhingas ou oiseaux-serpents. Cette famille ne comprend que le seul genre Anhinga et 4 espèces.  Le mot « Anhinga » vient de la langue Tupi du Brésil et veut dire « oiseau-diable » ou « oiseau-serpent ».

## Description
Ce sont des oiseaux aquatiques assez grands (de 81 à 97 cm) avec un cou très long et mince, serpentiforme, et leur long bec a la forme d'un harpon.

## Habitats et répartition
On les trouve dans toutes les régions tropicales et subtropicales, où ils vivent sur les eaux côtières ou de l'intérieur, de préférence stagnantes ou à courant lent.

## Position systématique
Comme l'ensemble des familles de l'ancien ordre des Pelecaniformes, les anhingidés ont été intégrés dans l'ordre élargi des Ciconiiformes, à la suite des résultats d'expériences d'hybridation de l'ADN (classification de Sibley & Monroe, 1990) montrant que le clade Ciconiiformes + Pelecaniformes était monophylétique.
Des études phylogéniques de séquences de gènes mitochondriaux et nucléaires ont montré que ce clade pouvait être découpé en trois ordres monophylétiques (Van Tuinen et al. 2001, Ericson et al. 2006, Hackett et al. 2008). En conséquence, la famille a été déplacée dans un nouvel ordre, les Suliformes, à la suite du congrès 2010 de l'American Ornithologists' Union (AOU). Le Congrès ornithologique international a immédiatement répercuté cette modification taxinomique dans sa classification de référence à la version 2.6.

## Liste desespèces
D'après la classification de référence (version 14.1, 2024) de l'Union internationale des ornithologues, il y a 4 espèces d'Anhingidae toutes du genre Anhinga. Liste par ordre phylogénique :
- Anhinga anhinga (Linnaeus, 1766) – Anhinga d'Amérique ;
- Anhinga novaehollandiae (Gould, 1847) – Anhinga d'Australie ;
- Anhinga melanogaster Pennant, 1769  – Anhinga roux ;
- Anhinga rufa (Daudin, 1802) – Anhinga d'Afrique.